# خوتکای سالوادوری
خوتکای سالوادوری (نام علمی: Salvadorina waigiuensis) نام یک گونه از زیرخانواده مرغابیان روآبچر است.